# Callabiana
Callabiana ist eine Gemeinde mit 143 Einwohnern (Stand 31. Dezember 2023) in der italienischen Provinz Biella (BI), Region Piemont.
Die Nachbargemeinden sind Andorno Micca, Bioglio, Camandona, Gaby, Pettinengo, Piatto, Piedicavallo, Selve Marcone, Tavigliano und Vallanzengo.
Das Gemeindegebiet umfasst eine Fläche von sieben km².